# Aziz Khan (joueur de squash)
Pour les articles homonymes, voir Aziz Khan et Khan.
Aziz Khan est un ancien joueur professionnel de squash. Il a été parmi les dix meilleurs joueurs de hardball squash à la fin des années 1970 et au début des années 1980. En 1981, il est finaliste au North-American Open, il perd en finale contre son frère aîné, Sharif Khan. 
Le père de Khan est Hashim Khan qui fut un joueur important sur la scène internationale de squash dans les années 1950.